# Syria Colles
I Syria Colles sono una struttura geologica della superficie di Marte.